# Елдино (Тверская область)
Елдино — деревня в Конаковском районе Тверской области. Входит в состав сельского поселения «Завидово».

## География
Находится в юго-восточной части Тверской области на расстоянии приблизительно 17 км на юго-запад по прямой от районного центра города Конаково на правом берегу речки Дойбица.

## История
Известна с 1624 года как пустошь. В 1859 году здесь (деревня Клинского уезда Московской губернии) было учтено 23 двора.

## Население
Численность населения: 167 человек (1859 год), 20 (русские 100 %) в 2002 году, 19 в 2010.